# 馬諾洛·加比亞迪尼
馬諾洛·加比亞迪尼（義大利語：Manolo Gabbiadini，發音：[maˈnɔːlo ɡabbjaˈdiːni]；1991年11月26日—）是義大利的一位足球運動員，在場上司職前鋒，現效力於阿聯酋職業足球聯賽球隊迪拜胜利。
2012年8月15日，他在義大利對英格蘭的比賽中首次代表義大利國家隊出場.。

## 外部連結
- Profile at Soccerway （页面存档备份，存于）
- Profile at Lega-Calcio.it （意大利文）
- Profile at La Gazzetta dello Sport (2009–10) （页面存档备份，存于） （意大利文）
- Profile at Football.it （页面存档备份，存于） （意大利文）
- FIGC National Team data （意大利文）
- （页面存档备份，存于） （意大利文）